# Elimia modesta
Elimia modesta là một loài ốc nước ngọt có vảy, là động vật thân mềm chân bụng (Gastropoda) thủy sinh thuộc họ Pleuroceridae. Đây là loài đặc hữu của Hoa Kỳ.